# Rafael Chávez
Rafael Gonzalo Chávez Carretero (Puebla, México, 28 de noviembre de 1958) es un exfutbolista y entrenador mexicano. 

## Trayectoria

### Futbolista
Vistió las camisetas de diversos clubes, entre los que se encuentran el Club de Fútbol Oaxtepec, el Club Puebla, Club León, Deportivo Toluca, Ángeles de Puebla, Club Deportivo Guadalajara y el Club de Fútbol Atlante.

#### Clubes
| Club                | País                | Año         | Partidos | Goles | Media |
| ------------------- | ------------------- | ----------- | -------- | ----- | ----- |
| C.F. Oaxtepec       | México              | 1979 - 1983 | 17       | 1     | 0.06  |
| Puebla F.C.         | México              | 1983 - 1985 | 67       | 18    | 0.27  |
| Ángeles de Puebla   | México              | 1986 - 1987 | 15       | 4     | 0.27  |
| Atlante F.C.        | México              | 1987 - 1988 | 35       | 21    | 0.6   |
| C.D. Guadalajara    | México              | 1988 - 1989 | 23       | 4     | 0.17  |
| Deportivo Toluca    | México              | 1989 - 1992 | 75       | 15    | 0.2   |
| León A.C.           | México              | 1992 - 1993 | 18       | 4     | 0.22  |
| Puebla F.C.         | México              | 1993 - 1994 | 2        | 0     | 0     |
| Total en su carrera | Total en su carrera | 1979 - 1994 | 252      | 67    | 0.27  |

#### Estadísticas
| C. América · México |               |               |     |    |    |    |    |     |     |    |
| 1ª | 1990-91       | 0             | 0   | 3  | 1  | -  | -  | 3   | 1   |    |
| 1ª | 1991-92       | 6             | 0   | 3  | 0  | -  | -  | 9   | 0   |    |
| 1ª | 1992-93       | 6             | 0   | -  | -  | 1  | 0  | 7   | 0   |    |
| 1ª | 1993-94       | 2             | 0   | -  | -  | -  | -  | 2   | 0   |    |
| 1ª | 1995-96       | 10            | 1   | 1  | 0  | -  | -  | 11  | 1   |    |
| 1ª | 1996-97       | 27            | 6   | 5  | 1  | -  | -  | 32  | 7   |    |
| 1ª | 1997-98       | 31            | 7   | 1  | 0  | 8  | 1  | 39  | 8   |    |
| 1ª | 1998-99       | 26            | 0   | 2  | 0  | -  | -  | 28  | 0   |    |
| 1ª | 1999-00       | 24            | 3   | 4  | 0  | 14 | 3  | 42  | 6   |    |
| Total club | Total club    | 132           | 17  | 19 | 2  | 23 | 4  | 174 | 23  |    |
| Gallos de Aguascalientes · México |               |               |     |    |    |    |    |     |     |    |
| 2ª | 1994-95       | 34            | 4   | 1  | 0  | -  | -  | 35  | 4   |    |
| Total club | Total club    | 34            | 4   | 1  | 0  | -  | -  | 35  | 4   |    |
| Irapuato F.C. · México |               |               |     |    |    |    |    |     |     |    |
| 1ª | 2000-01       | 30            | 1   | -  | -  | -  | -  | 30  | 1   |    |
| 1ª | 2001          | 15            | 0   | -  | -  | -  | -  | 15  | 0   |    |
| Total club | Total club    | 45            | 1   | -  | -  | -  | -  | 45  | 1   |    |
| Tiburones Rojos de Veracruz · México |               |               |     |    |    |    |    |     |     |    |
| 1ª | 2002          | 15            | 4   | -  | -  | -  | -  | 15  | 4   |    |
| 1ª | 2002-03       | 37            | 4   | -  | -  | -  | -  | 37  | 4   |    |
| 1ª | 2003-04       | 16            | 2   | -  | -  | -  | -  | 16  | 2   |    |
| 1ª | 2004-05       | 17            | 2   | -  | -  | -  | -  | 17  | 2   |    |
| Total club | Total club    | 85            | 12  | -  | -  | -  | -  | 85  | 12  |    |
| Total carrera | Total carrera | Total carrera | 296 | 34 | 20 | 2  | 23 | 4   | 339 | 40 |
| (1)Incluye datos de la Copa México y Pre Pre Libertadores (1998, 1999 y 2000). (2)Incluye datos de la Copa de Campeones de la Concacaf (1992), Pre Libertadores (1998 y 2000) y Copa Libertadores (1998 y 2000). |               |               |     |    |    |    |    |     |     |    |

## Selección nacional

### Entrenador

#### Clubes
| Club           | País   | Año  |
| -------------- | ------ | ---- |
| León A.C.      | México | 2002 |
| Lobos B.U.A.P. | México | 2007 |